# Telescopio cenital

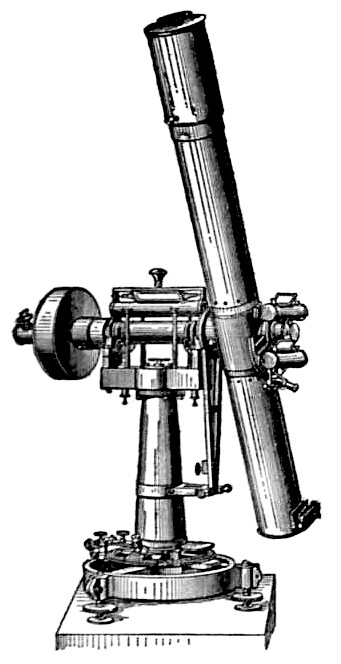
Telescopio cenital, construido por Hermann Wanschaff, Berlín

Un telescopio cenital es un tipo de telescopio que está diseñado para apuntar hacia arriba en o cerca del cenit. Se utiliza para la medición de precisión de posiciones de estrellas, para simplificar la construcción del telescopio, o ambas cosas.
Un telescopio cenital clásico, también conocido como de sector cenital emplea una robusta montura altazimutal, fijado con tornillos niveladores. Usa niveles extremadamente sensibles, unidos a la montura del telescopio para hacer mediciones de ángulos, y el telescopio tiene un ocular provisto de un micrómetro. Se utilizan para la medición de pequeñas diferencias de distancia cenital, y en la determinación de latitudes astronómicas.
Otros tipos de telescopios cenitales incluyen al Monumento al Gran Incendio de Londres de 1666 que incluye un eje central para usarlo como un telescopio cenital. Telescopios cenitales de alta precisión (con edificio fijo) fueron usados hasta alrededor de los 1980s para fijar la posición del polo norte e.g. posición de la Tierra y el eje de rotación. Desde luego con las mediciones radioastronómicas de cuásares, también han medido los órdenes de rotación de la Tierra de manera más precisa que el seguimiento óptico. Tanto el NASA Orbital Debris Observatory, que usa un espejo líquido de 3 m de diámetro de apertura, y el Large Zenith Telescope que usa uno de 6 m diámetro son los dos telescopios cenitales, con uso de espejos líquidos que significa que estos telescopios sólo pueden apuntar hacia arriba. 